# Igil
Pour les articles homonymes, voir Ikh khuur.
Un igil (touvain : игил) ou en mongol : ikh ill ou plus rarement, ikh khuur (mongol : их хуур, à ne pas confondre avec l'ikh khuur version contrebasse du morin khuur), est une vièle utilisée dans les musiques d'Asie centrale, chez les Touvains et les Mongols occidentaux (Oïrats). Les Mongols orientaux utilisent davantage le Morin khuur dont la caisse de résonance est plus grande.
Le tovshuur ou tobshuur mongol est également très proche de cet instrument, on le reconnaît cependant à la tête en forme de cygne, plutôt que de cheval.

## Instrumentistes

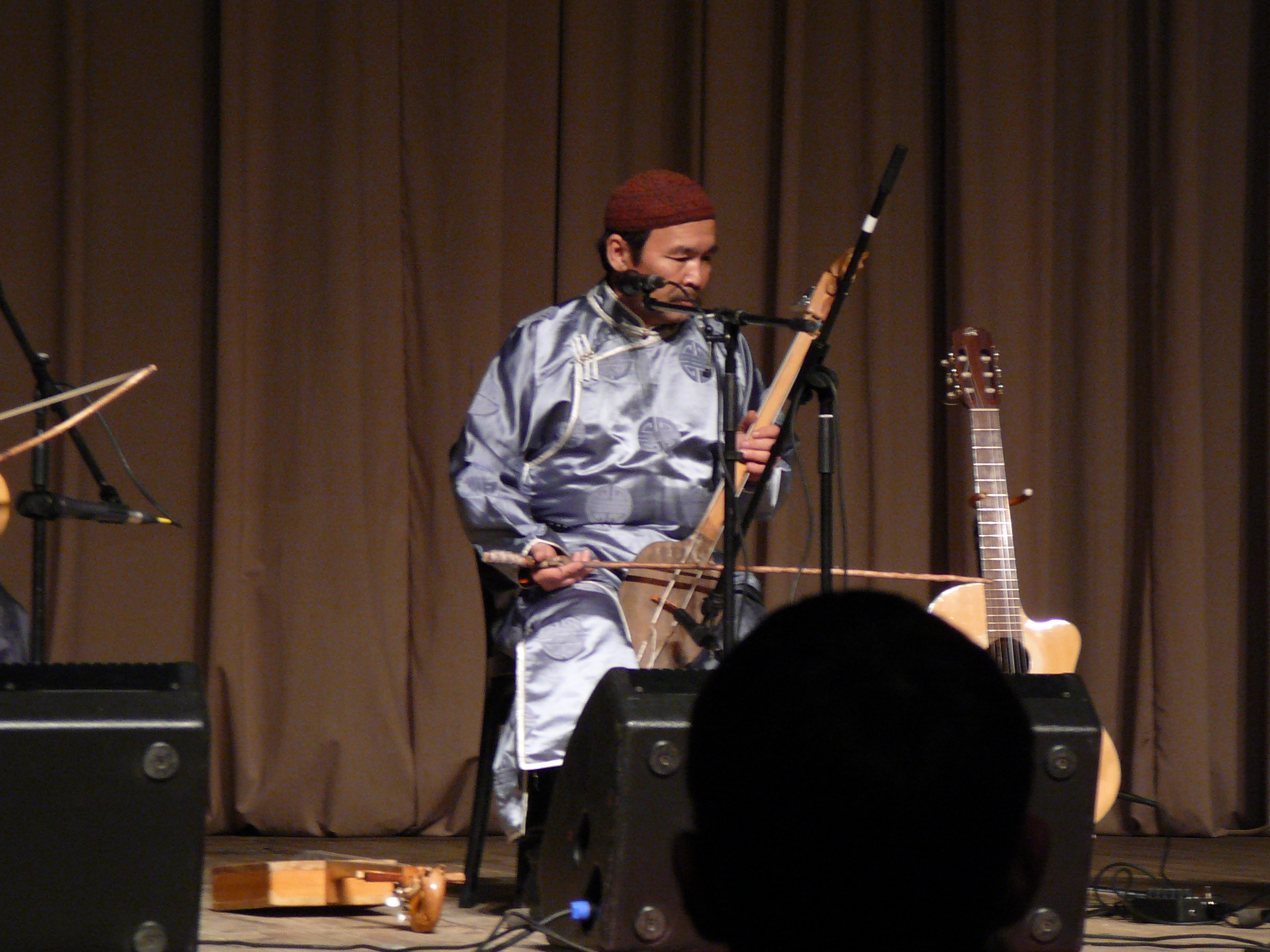
Kaigal-ool Khovalyg jouant de l'igil

Il est notamment utilisé par l'ensemble Alash et Kaigal-ool Khovalyg de l'ensemble Huun-Huur-Tu.